# أورلاندو كيلوغ
أورلاندو كيلوغ هو محامي وقاضي وسياسي أمريكي، ولد في 18 يونيو 1809 في إليزابثتاون في الولايات المتحدة، وتوفي في 24 أغسطس 1865. نشط حزبياً في الحزب الجمهوري. وقد انتخب عضو مجلس النواب الأمريكي ‏.